# Malcolm Lange
Malcolm Lange (Johannesburg, 22 november 1973) is een Zuid-Afrikaans voormalig wielrenner. Lange was in 1995 de eerste winnaar van het Zuid-Afrikaans kampioenschap wielrennen op de weg en in 1997 de eerste Zuid-Afrikaans kampioen tijdrijden. Hij zou tweemaal nationaal kampioen tijdrijden worden, en driemaal nationaal kampioen op de weg.
Malcolm Lange deed in 1992 mee aan de Olympische Spelen in Barcelona. Op zowel de wegwedstrijd, als de achtervolging op de baan wist hij niet te finishen.

## Belangrijkste overwinningen
1995
- Zuid-Afrikaans kampioen op de weg, Elite

1996
- Boland Bank Tour

1997
- Zuid-Afrikaans kampioen tijdrijden, Elite

1998
- Zuid-Afrikaans kampioen tijdrijden, Elite
- Proloog Ronde van de Kaap
- 5e etappe Ronde van de Kaap

1999
- 1e etappe Rapport Toer (individuele tijdrit)
- Zuid-Afrikaans kampioen op de weg, Elite

2000
- 1e etappe Ronde van de Kaap
- 3e etappe Ronde van de Kaap
- 5e etappe Ronde van de Zuid-Chinese Zee
- 7e etappe Ronde van de Zuid-Chinese Zee

2004
- 2e etappe Ronde van Tunesië
- 6e etappe Ronde van Tunesië
- 10e etappe Ronde van Tunesië

2006
- 1e etappe Ronde van de Kaap

2007
- Zuid-Afrikaans kampioen op de weg, Elite
- 6e etappe Ronde van Marokko
- 7e etappe Ronde van Marokko
- 8e etappe Ronde van Marokko

2008
- 3e etappe Ronde van Marokko
- 5e etappe Ronde van Marokko
- 8e etappe Ronde van Marokko
- Amashova National Classic]

2010
- Emirates Cup
- 3e etappe Ronde van Maleisië

Evans · George · Kinnear · Lange · McDonald · McLeod · Spence · Potgieter · Thomson · Van Heerden · White · Woolcock
Bakke · Combrinck · Day · Jim · Kachelhoffer · Kaka · Lange · Lill · McDonald · Rabie · Woolcock